# سارا بيركلي
سارا بيركلي (بالإنجليزية: Sara Berkeley)‏ هي كاتِبة وشاعرة أيرلندية، ولدت في 1967 في دبلن في جمهورية أيرلندا.